# Marina Rebeka
Marina Rebeka (ur. 10 września 1980 w Rydze) – łotewska sopranistka, występująca na scenach operowych i na estradzie. Znana szczególnie z partii Violetty w operze Verdiego Traviata, występuje głównie w repertuarze włoskim i francuskim XIX wieku, zwłaszcza w dziełach Gioacchina Rossiniego, a także w partii Donny Anny w operze Mozarta Don Giovanni.
Wykształcona na Łotwie i we Włoszech, debiutowała w 2007 roku. Po międzynarodowym sukcesie w operze Mojżesz w Egipcie Rossiniego na Festiwalu w Salzburgu w 2009 roku, występowała w głównych partiach w wielu operach, m.in. w Wiedeńskiej Operze Państwowej, Metropolitan Opera i Łotewskiej Operze Narodowej.
Rebeka nagrywa we własnej wytwórni „Prima Classic” od 2018 roku. Wcześniej nagrywała dla Warner Classics i BK-Klassik.

## Wczesne życie i pochodzenie
Rebeka urodziła się w Rydze, jej ojciec był Białorusinem, a matka Łotyszką urodzoną na Syberii. Jej prawdziwe nazwisko brzmiało dawniej Rebeko, ale w czasach sowieckich zmieniono je na Rebeka, jako pierwszy przyjął je dziadek ze strony ojca, Juris Jankovičs (1924–2019), który został deportowany na Syberię wraz z rodziną 14 czerwca 1941 r. i powrócił dopiero po ponad dwudziestu latach. Swoje obozowe przeżycia opisał szczegółowo w dwóch książkach: Skorpiona slazdā („Pułapka na skorpiona”, 2009) i Spīta krustceles („Mimo rozdroża”, 2012), obie wydane przez Muzeum Okupacji Łotwy.
Uczyła się w Szkole Podstawowej Języków Nordyckich. Kiedy miała 13 lat, wspólnie z rodzicami obejrzała przedstawienie Normy Belliniego w teatrze Dailes i poczuła inspirację do zostania śpiewaczką. Nie mając wcześniejszego przygotowania, rozpoczęła naukę muzyki w wieczorowej szkole muzycznej „Rīdze”, równolegle z nauką w gimnazjum. W wieku 17 lat, po odrzuceniu przez Łotewską Akademię Muzyczną, wstąpiła do Liceum Muzycznego im. Jāzepsa Mediņša w Rydze (Jāzepa Mediņa Rīgas mūzikas vidusskola ), gdzie uczyła się pod kierunkiem Natāliji Kozlovej. Następnie wyjechała do Włoch, gdzie studiowała w Conservatorio Arrigo Boito w Parmie, tam zadebiutowała w Cyruliku sewilskim (Rozyna), w wersji dla dzieci, a następnie ukończyła Accademia Internazionale delle Arti w Rzymie (2006) i Conservatorio Santa Cecilia (2007). Uczestniczyła również w kursie mistrzowskim Grace Bumbry podczas Międzynarodowej Letniej Akademii na Uniwersytecie Mozarteum w Salzburgu.

## Kariera
Rebeka zadebiutowała w 2007 roku w Teatrze w Erfurcie jako Violetta w La Traviacie rolę, którą później śpiewała w Łotewskiej Operze Narodowej, Wiedeńskiej Volksoper i Fińskiej Operze Narodowej. Również w 2007 roku brała udział w Accademia Rossiniana Alberta Zeddy, wcielając się w Folleville'a i Madamę Cortese w Il viaggio a Reims na Festiwalu Operowym Rossini, gdzie powróciła w Maometto II (2008) i Stabat Mater (2010). Inne jej występy obejmują Agileę w Teseo (Komische Oper Berlin), Requiem wojennym Brittena (Filharmonia w Liverpoolu), Tatianę w Eugeniuszu Onieginie (Teatro Lirico di Cagliari), Niemieckim Requiem Brahmsa (Łotewska Narodowa Orkiestra Symfoniczna). W 2009 roku zaśpiewała Adinę w Napoju miłosnym w Rydze i zadebiutowała w La Scali w Il viaggio a Reims, a następnie wcieliła się w rolę Elektry w Idomeneo Mozarta w Opéra National de Lorraine.

## Życie prywatne
Podczas prób do Napoju miłosnego w Rydze w 2009 roku Rebeka poznała ukraińskiego tenora Dmytro Popowa. Pobrali się w 2010 roku, a ich córka, Katrīna, urodziła się 12 marca 2011 roku. Ich małżeństwo zakończyło się wkrótce po tym, gdy w maju 2016 roku wystąpili wspólnie w operze Traviata w Wiedniu. 
Rebeka wyszła ponownie za mąż za argentyńskiego inżyniera dźwięku Edgardo Vertanessiana w 2018 roku, z którym założyła wytwórnię płytową Prima Classic.

## Nagrody i wyróżnienia
Rebeka zdobyła nagrody w licznych konkursach.
- I Nagroda na 4. Concorso Internazionale di Canto Lirico Premio Capriole in Franciacorta
- I Nagroda oraz Nagroda Publiczności na 5. Concorso Lirico Internazionale Ottavio Ziino w Rzymie
- III Nagroda na Międzynarodowym Konkursie Wokalnym Viñas w Barcelonie
- I nagroda na 20. Neue Stimmen Bertelsmann Stiftung w październiku 2007